# Kouoboum
Kouoboum (ou Kouomboum, Nkou'omboum) est un village du Cameroun situé dans le département du Noun et la Région de l'Ouest. Il fait partie de l'arrondissement de Kouoptamo.

## Population
En 1967, la localité comptait 447 habitants, principalement Bamiléké et Bamoun. Lors du recensement de 2005, on y a dénombré 213 personnes.